# Stachys trinervis
Stachys trinervis là một loài thực vật có hoa trong họ Hoa môi. Loài này được Aitch. & Hemsl. miêu tả khoa học đầu tiên năm 1886.